# إيالة حلب
 إيالة حلب كانت إيالة عثمانية. بعد الفتح العثماني خضعت لولاية دمشق، لكن بحلول عام 1534 أصبحت عاصمة ولاية حلب. مساحتها التي أعلن عنها في القرن التاسع عشر كان 8451 ميل مربع (21890 كم2). وعاصمتها كانت حلب، وكانت ثالث أكبر مدينة في الدولة العثمانية خلال القرنين السادس والسابع عشر.
حلت الإيالة عام 1864 عندما حلت محلها ولاية حلب. عند التقسيم الجديد، اقتطعت منها أجزاء ألحقت بولاية أضنة.